# Saasveld Forestry College
Saasveld Forestry College is een bosbouwschool in West-Kaap, Zuid-Afrika, en is tegenwoordig een onderdeel van de Nelson Mandela-universiteit. De college bevindt zich op de Tuinroute tussen George en Knysna.
Studenten van Saasveld worden na afronding van hun studie voornamelijk aan het werk gesteld door de overheid en door private bedrijven zoals Mondi Group en Sappi.

## Geschiedenis
Saasveld werd in 1902 opgericht door de South African College Schools (SACS) voor de ontwikkeling van de Kaapkolonie, om aan de toenemende vraag van timmerhout te voldoen. De inheemse bossen van Zuid-Afrika waren vanaf de tijd van Jan van Riebeeck tot en met de 19e eeuw onderhevig geweest aan een steeds intensievere houtkap, waardoor het ministerie van landbouw besloot tot de oprichting van de college. Tot 1932 bevond de college zich in de buitenwijk Tokai in Kaapstad.
De college werd verplaatst naar de locatie van de boerderij Pampoenkraal, om een locatie te hebben die dichter bij de bosgebieden ligt. De boerderij was in de eeuw ervoor al door meerdere natuurhistorici en botanici bezocht. Het deel waar uiteindelijk Saasveld Forestry College zou worden gevestigd, werd in 1854 gekocht door baroness Gesina van Rede van Oudtshoorn. Ze vernoemde het naar haar voorouderlijke kasteel Saasveld in Overijssel. In 1928 werd begonnen aan de bouw van de bosbouwschool op deze plek.
De college werd in 1985 overgenomen door de Port Elizabeth Technikon. Die technische universiteit ging in 2005 op haar beurt op in de Nelson Mandela-universiteit, waar Saasveld nu ook onderdeel van uitmaakt.